# بتی هالبرتن
فرانسیس الیزابت «بتی» هالبرتن (انگلیسی: Frances Elizabeth "Betty" Holberton؛ ۷ مارس ۱۹۱۷ – ۸ دسامبر ۲۰۰۱) یک مهندس رایانه اهل ایالات متحده آمریکا و یکی از شش برنامه‌نویس اصلی انیاک، نخستین رایانه دیجیتالی الکترونیکی برای اهداف عمومی بود. پنج برنامه‌نویس دیگر انیاک جین بارتیک، روث تیتلبام، کاتلین انتونلی، مارلین ملتزر و فرانسیس اسپنس بودند.
هالبرتن نقاط توقف را در اشکال‌زدایی رایانه اختراع کرد.

## مطالعه بیشتر
- Stanley, Autumn (1933). "Chapter 5 Daughters of the Enchantress of Numbers and Grandma COBOL". Mothers and Daughters of Invention: Notes for a Revised History of Technology. The Scarecrow Press Inc. p. 460. ISBN 0-8135-2197-1.
- Ceruzzi, Paul E. (2003). "Chapter 3 The Early History of Software, 1952-1968". A History of Modern Computing. MIT Press. pp. ۸۹–۹۰. ISBN 0-262-53203-4.
- Norberg, Arthur (2002). "Part 4 Software as Labor Process". History of Computing - Software Issues. Springer. p. 159. ISBN 3-540-42664-7.